# Kankakee Gallagher Trojans
I Kankakee Gallagher Trojans furono una squadra professionistica di pallacanestro con sede a Kankakee e attiva in National Basketball League nella stagione 1937-38. La squadra chiuse il campionato con 3 vittorie e 11 sconfitte, prima di sparire dal panorama cestistico.
Il nome deriva probabilmente dal fatto che la maggior parte dei giocatori che componevano la rosa proveniva dalla "Gallagher Business School", le cui squadre sportive erano soprannominate soprannome "Trojans".

## Stagioni
| Stagione | Lega | Denominazione              | V | P  | %    | Piazzamento | Play-off |
| -------- | ---- | -------------------------- | - | -- | ---- | ----------- | -------- |
| 1937-38  | NBL  | Kankakee Gallagher Trojans | 3 | 11 | 21,4 | 6º          | -        |